# اچ‌بیس
اچ‌بیس (به انگلیسی: HBase) پایگاه‌داده‌ای توزیع شده، متن باز، غیرِ رابطه‌ای که پس از مدلسازی جدول بزرگ گوگل به زبان جاوا نوشته شد. این نرم‌افزار به عنوان بخشی از بنیاد نرم‌افزاری آپاچی توسعه می‌یابد و بر روی اچ‌دی‌اف‌اس اجرا می‌شود و امکاناتی مانند جدول بزرگ را برای هادوپ فراهم می‌آورد. به‌طور دقیق‌تر، این برنامه راهی با تحمل‌پذیری خطا، برای ذخیره‌سازی تعداد زیادی از داده‌های تُنُکْ را فراهم می‌آورد.
اچ‌بیس ویژگی‌هایِ فشرده‌سازی، انجام عملیات در حافظه و فیتر بلوم را بر اساس مقالهٔ اصلی که جدول بزرگ برآن اساس نگارش یافت، را ارائه می‌دهد. جداول در اچ‌بیس می‌توانند به عنوان ورودی یا خروجی برای کارهای مپ ردیوس که بر روی هادوپ اجرا می‌شوند عمل نمایند. همچنین قابلیت دستیابی از طریق واسط برنامه‌نویس برای جاوا و رست یا دروازهٔ تریفت نیز دارا هستند.
اچ‌بیس به صورت مستقیم برای جایگزینی پایگاه داده‌های کلاسیکِ اس‌کیوال طراحی نشده‌است. اگرچه اخیراً بهبودهایی در کارایی آن‌ها مشاهده شده و چند وب سایت نیز برنامه‌هایی مشتق شده از آن را به خدمت درآورده‌اند.

## تاریخچه
اچ‌بیس، به عنوان پروژه‌ای که توسط شرکت پاورست برای برآورده کردن نیاز به پردازشِ حجم عظیمی از داده‌ها بود. این داده‌ها مربوط به جستجو در زبان طبیعی بود. هم‌اکنون این برنامه به عنوان یک برنامهٔ سطح‌بالا از سوی آپاچی پشتیبانی شده و توجهات بسیاری را به خود جلب نموده‌است.
پاورست در سال ۲۰۰۸ توسط مایکروسافت خریداری گردید.
پروژه‌های دیگری نیز با این برنامه به رقابت برخاسته‌اند. از این میان می‌توان به کاساندرا متعلق به فیس بوک و پروژه ولدمورت اشاره نمود.